# Cot Gapang
Cot Gapang är en kulle i Indonesien.   Den ligger i provinsen Aceh, i den västra delen av landet, 1 900 km nordväst om huvudstaden Jakarta. Toppen på Cot Gapang är 150 meter över havet. Cot Gapang ligger på ön Pulau We.
Terrängen runt Cot Gapang är kuperad söderut, men norrut är den platt. Havet är nära Cot Gapang åt nordväst. Närmaste större samhälle är Sabang, 6,8 km nordost om Cot Gapang. 